# Niangara
Niangara este un oraș în  provincia Haut-Congo, Republica Democrată Congo. În 2012 avea o populație de 13 977 de locuitori, iar în 2004 avea 11 913.